# Hillion
Hillion (en bretó Hilion, gal·ló Hillion) és un municipi francès, situat a la regió de Bretanya, al departament de Costes del Nord. L'any 1999 tenia 3.786 habitants.

## Demografia
| 1962                                       | 1968 | 1975 | 1982 | 1990 | 1999 |
| ------------------------------------------ | ---- | ---- | ---- | ---- | ---- |
| 2122                                       | 2235 | 2858 | 3232 | 3591 | 3786 |
| Des de 1962: població sense dobles comptes |      |      |      |      |      |

## Administració
| Període   | Identitat        | Partit |
| --------- | ---------------- | ------ |
| 1948-1989 | Ernest Gaillard  |        |
| 1989-1995 | Françoise Hébert |        |
| 1995-2008 | Claude Campion   | Centre |
| 2008-     | Yvette Doré      |        |